# Romería de Saint-Benoît de Lérez
Pour les articles homonymes, voir Romeria (homonymie) et Saint-Benoît.
Cet article concerne la fête catholique. Pour le film de Carla Simón, voir Romería (film).
La romería (pèlerinage) de Saint-Benoît de Lérez est une fête populaire célébrée le 11 juillet (jour de la Saint-Benoît ) dans le monastère de Saint-Sauveur de Lérez à Pontevedra (Espagne). Le pèlerinage, qui se déroule depuis 1929, a été déclaré fête d'intérêt touristique en Galice. 

## Histoire et caractéristiques

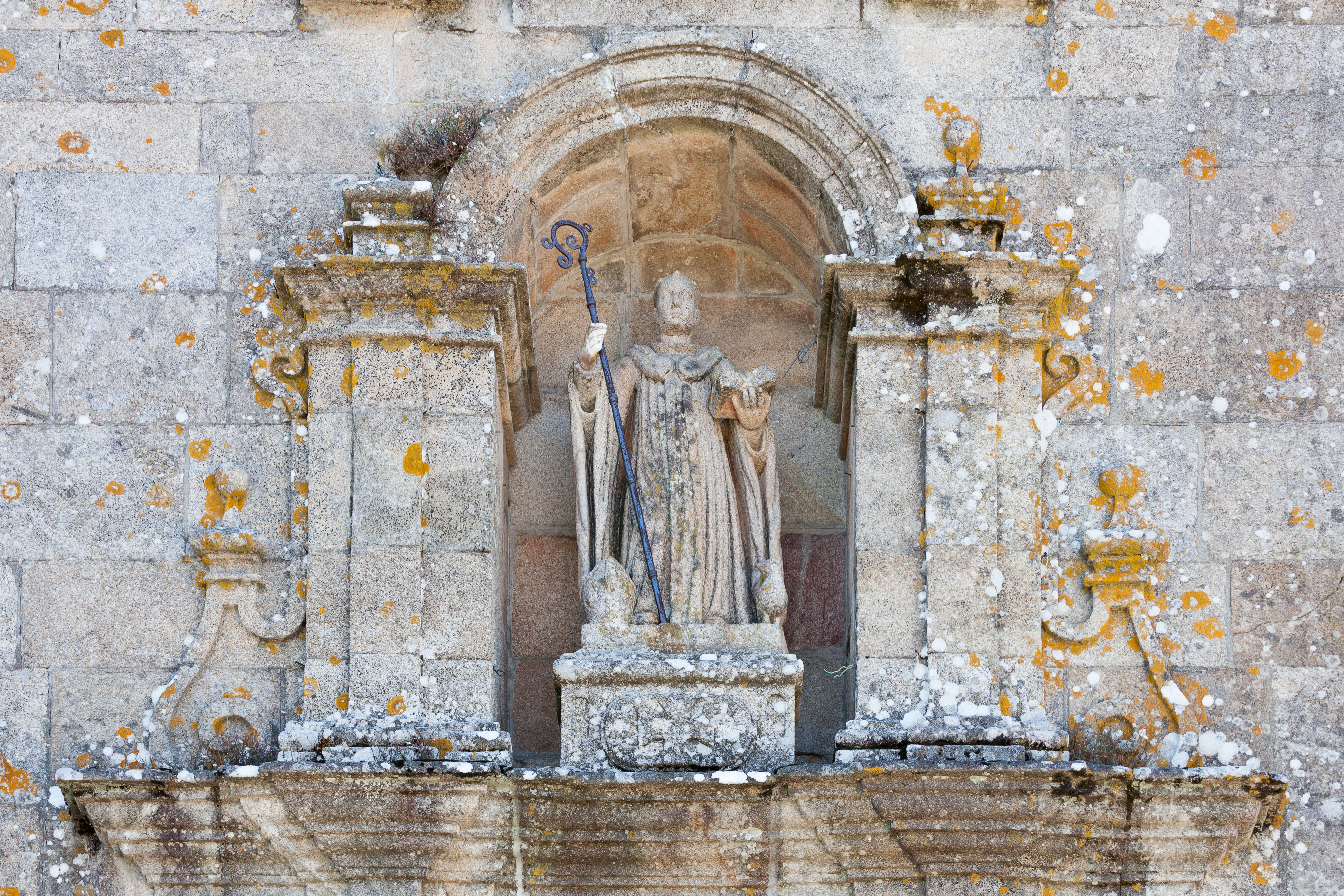
Saint-Benoît.

Les dévots du saint accomplissent des rituels pour la guérison de toutes sortes de maladies (en particulier les verrues), avec le contact de tissus avec l'huile de la lampe qui illumine l'image du saint, considérée comme miraculeuse.  Pendant toute la journée du 11 juillet, on organise des services religieux dans le temple. Les  fidèles font des offrandes au saint (surtout de l'argent, des poules et des œufs), qui sont vendues aux enchères l'après-midi. 
De l'autre côté du fleuve Lérez, il y a une fête populaire, qui se déroule souvent avec des bateaux décorés qui traversent le fleuve, juste en amont de l'île des Sculptures. Outre le traditionnel repas à base de moules, les fidèles apportent leur nourriture avec eux. Le pèlerinage est animé par des musiciens : joueuses de tambourin le matin, joueurs de cornemuse l'après-midi et une fête nocturne avec des orchestres le soir. . 
Il y a une chanson populaire sur le pèlerinage : 
Si vous allez à San Benitiño
n'allez pas à Paredes,
il y a un autre plus miraculeux:
San Benitiño de Lérez